# Ladislav Fuks
Ladislav Fuks (Prága, 1923. szeptember 24. – Prága, 1994. augusztus 19.) cseh regényíró. Főleg pszichológiai regényekre összpontosított, a Csehszlovákia német megszállása alatt élő emberek kétségbeesését és szenvedését ábrázolva.

## Élete és munkássága
Fuks Prágában született 1923. szeptember 24-én, Vaclav Fuks (rendőr) és Marie Frycková Fuksová fiaként. A Truhlářska utcai gimnáziumban tanult, ahol először volt szemtanúja zsidó barátai náci üldözésének. 1942-ben gondnok volt Hodonínban, az Arbeitseinsatz tagjaként.
Később filozófiát, pszichológiát és művészettörténetet tanult a prágai Károly Egyetem Filozófiai Karán, ahol 1949-ben doktorált. Tanulmányai után a Nemzeti Örökségvédelmi Igazgatóság tagja, 1959 után pedig a Nemzeti Galériában dolgozott. Az 1960-as években lett hivatásos író. Nagy figyelmet keltett debütáló munkája, a Pan Theodor Mundstock, amely 1963-ban jelent meg, majd egy évvel később Mí černovlasí bratři című novellagyűjteményével.
A kommunista időszakban Fuks azt mondta, hogy "szívesebben választotta a megbékélést és a toleranciát, mint a vakmerő dacot és az ellenállás bátorságát". Az 1970-es évekből származó munkáinak egy része erősen kötődik a korszakhoz, amelyben létrejött; Például a Návrat z žitného pole (Visszatérés a rozsföldről) az 1948-as kommunista puccs utáni emigráció elleni regény. Tagja volt a Cseh Írók Szocialista Szövetségének (Svaz českých spisovatelů) is. Bár szerzett némi nemzetközi elismerést, élete utolsó éveiben egyedül és barát nélkül maradt. 1994-ben halt meg a prágai Dejvice negyedben, a Národní obrany 15. szám alatti lakásában.

## Művei
- Zámek Kynžvart (Kynžvarti kastély) – 1958: Szakmai tanulmány
- Pan Theodor Mundstock (Mundstock úr) -1963: Egy prágai zsidó története, aki folyamatosan attól tart, hogy koncentrációs táborba deportálják. Igyekszik felkészülni – egy fadeszkán alszik, éhségtől kínozza magát, és nehéz dolgokat cipel. Emellett gyakori hallucinációkat és beszélgetéseket él át saját árnyékával.
  - Mundstock úr – Európa, Budapest, 1965 (Modern könyvtár) · ISBN 9630710595 · Fordította: Zádor Margit, utószó: Zádor András
- Mí černovlasí bratři (Fekete hajú testvéreim) -1964: Egy fiú története, aki a megszállás miatt elveszíti az összes zsidó barátját – novellagyűjtemény, amely az egyéni sorsukat jelzi.
- Variace pro temnou strunu (Változatok sötét húrra) -1966: Csehszlovákia németek megszállása előtti élet története egy kisfiú szemével. A valóság keveredik a mesékből, történetekből és pletykákból származó ötletekkel, amelyeket a fiatal fiú a család szolgájától hall.
  - Változatok sötét húrra – Európa, Budapest, 1968 · Fordította: Zádor András
- Spalovač mrtvol (A hullaégető) -1967: Pszichológiai horrortörténet egy krematóriumi munkásról, aki a náci propaganda és a keleti filozófia hatására mániákussá válik, meggyilkolja az egész családját, hogy halállal "megtisztítsa" őket. Ebből film[6] készült Rudolf Hrušínský(wd), Fuks társszerzője főszereplésével.
  - A hullaégető – Európa, Budapest, 1971 · Fordította: Zádor Margit
  - A hullaégető – General Press, Budapest, 2003 · ISBN 9639459356 · Fordította: Zádor Margit
- Smrt morčete (A hörcsög halála) -1969: 10 balladikus novellából álló gyűjtemény zsidó motívumokkal.
- Myši Natálie Mooshabrové (Natalia Mooshabrová egerei) -1970.
  - Mooshaberné egerei – Európa, Budapest, 1984 · ISBN 9633070236 · Fordította: Zádor Margit
- Příběh kriminálního rady (A bűnügyi jogtanácsos meséje) -1971.
  - Az utolsó ügy – Európa, Budapest, 1973 · Fordította: Zádor Margit
- Oslovení ze tmy (Hang a sötétből) -1972
  - Utazás az ígéret földjére / Hang a sötétből – Európa, Budapest, 1975 · ISBN 9630703122 · Fordította: Zádor Margit
- Nebožtíci na bále (Boldogultak bálja) -1972
  - Boldogultak bálja – Európa, Budapest, 1977 · ISBN 9630708663 · Fordította: Zádor Margit · Illusztrálta: Ivan Popovič(wd)
  - Boldogultak bálja – Háttér, Budapest, 1990 · ISBN 9637403671 · Fordította: Zádor Margit
- Návrat z žitného pole (A visszatérés a rozsföldről) -1974
- Mrtvý v podchodu (Halottak márciusa) -1976
- Pasáček z doliny (Pásztorfiú a völgyből) -1977
- Křišťálový pantoflíček (A kristálypapucs) -1978.
- Obraz Martina Blaskowitze (Martin Blaskowitz arcképe) -1980.
  - Martin Blaskowitz arcképe – Európa, Budapest, 1983 · ISBN 9630723514 · Fordította: Rácz Olivér
- Vévodkyně a kuchařka (A hercegnő és a szakácsnő) -1983.
- Cesta do zaslíbené země (Utazás az ígéret földjére) -1990
  - Utazás az Ígéret Földjére / Hang a sötétből – Európa, Budapest, 1975 · ISBN 9630703122 · Fordította: Zádor Margit
- Moje zrcadlo (Tükröm) -1995: Posztumusz emlékiratok.

## Fordítás
- Ez a szócikk részben vagy egészben  a   Ladislav Fuks című angol Wikipédia-szócikk fordításán alapul.  Az eredeti cikk szerkesztőit annak laptörténete sorolja fel. Ez a jelzés csupán a megfogalmazás eredetét és a szerzői jogokat jelzi, nem szolgál a cikkben szereplő információk forrásmegjelöléseként.